# Oskar Lindberg (Komponist)

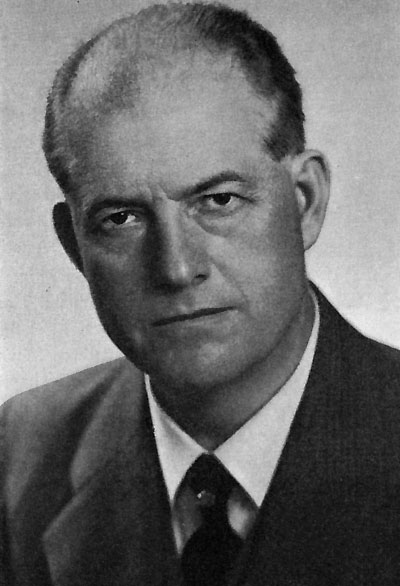
Oskar Lindberg

Oskar Fredrik  Lindberg (* 23. Februar 1887 in Gagnef; † 10. April 1955 in Stockholm) war ein schwedischer Komponist, Kantor und Hochschullehrer.

## Leben
Lindberg spielte ab dem vierzehnten Lebensjahr die Orgel in der Kirche seiner Heimatstadt. Er studierte  ab 1903 am Konservatorium von Stockholm, wo er 1906 das Organisten- und 1908 das Musiklehrerexamen ablegte. Daneben studierte er Komposition bei Ernst Henrik Ellberg und Johan Andreas Hallén. 1906 wurde er Organist an der Dreifaltigkeitskirche in Stockholm, von 1914 bis zu seinem Tode hatte er die Organistenstelle an der Engelbrektskyrkan inne.
Seit 1910 wirkte Lindberg als Musiklehrer. Ab 1919 unterrichtete er Harmonielehre an der Musikhochschule Stockholm, seit 1936 als Professor.  1922 wurde er Dirigent der Stockholmer Akademischen Orchestervereinigung. Außerdem war er seit 1939 Mitglied des Choralbuchkomitees und seit 1941 des liturgisch-musikalischen Komitees. 14 Choräle wurden von ihm neu komponiert.

## Stil
Lindberg liebte eine singende Melodik und harmonische Farbigkeit, die sich aus spätromantischer und impressionistischer Klangsprache speist. Auch Liedgut aus seiner Heimat findet bei ihm Verwendung.

## Werke
Lindberg komponierte über vierhundert Werke, darunter eine Oper (Fredlös, nach Selma Lagerlöf), eine Sinfonie (1913–1916), drei Tondichtungen, drei Ouvertüren, zwei Suiten, ein Klavierquartett, eine Orgelsonate, ein Requiem (1912) und eine Kantate.
- „Gammal Fäbodpsalm från Dalarna“ für Orgel, 1936

## Quelle
- Svensk Music - Biografie

| Personendaten    | Personendaten           |
| ---------------- | ----------------------- |
| NAME             | Lindberg, Oskar         |
| ALTERNATIVNAMEN  | Lindberg, Oskar Fredrik |
| KURZBESCHREIBUNG | schwedischer Komponist  |
| GEBURTSDATUM     | 23. Februar 1887        |
| GEBURTSORT       | Gagnef                  |
| STERBEDATUM      | 10. April 1955          |
| STERBEORT        | Stockholm               |